# Mychajło Rudnycki
dr Mychajło Rudnycki, ukr. Михайло Іванович Рудницький (ur. 7 stycznia 1889, zm. 1 lutego 1975) – ukraiński pisarz, poeta, literaturoznawca, krytyk, tłumacz.

## Życiorys
Urodził się w Podhajcach, mieście znajdującym się wówczas we Wschodniej Galicji (obecnie obwód tarnopolski, rejon podhajecki), w rodzinie notariusza.
Po ukończeniu gimnazjum w Brzeżanach w 1907 r. rozpoczął studia na Wydziale Filologicznym na Uniwersytecie Lwowskim we Lwowie. W 1914 r. otrzymał tytuł doktora filozofii (praca doktorska na temat Iwan Franko jako pisarz i krytyk). W czasie studiów pracował we lwowskim wydawnictwie Polska księgarnia (1907–1914). W l. 1910–1911 oraz 1921–1922 kontynuował naukę w Paryżu, a w latach 1920–1921 w Londynie. W 1915 roku wyjechał do Kijowa. Przez jakiś czas wykładał na Wydziale Filologicznym Kijowskiego Uniwersytetu im. świętego Włodzimierza. Od 1922 r. pracował również jako wykładowca w rodzinie notariusza. Następnie zajął się działalnością dziennikarską. Był współredaktorem gazety „Diło” (1929–1939), współredaktorem czasopisma „Nazustricz” (1934–1939) oraz kierownikiem działu krytyki gazety „Wilna Ukraina” (1939–1940).
W 1937 r. został kandydatem na stanowisko profesora Katedry Literatury Ukraińskiej na Uniwersytecie Jana Kazimierza we Lwowie, jednak polskie władze nie zatwierdziły tego wyboru.
W l. 1939–1941 w czasie okupacji miasta pracował na częściowo już zukrainizowanym Uniwersytecie we Lwowie, wykładając literaturę ukraińską i angielską. W 1944 r. ponownie rozpoczął pracę na Uniwersytecie Lwowskim, przemianowanym wówczas już na im. Iwana Franki i objął posadę kierownika Katedry Literatury Obcej, pełniąc tę funkcję do 1947 r. Jednocześnie wykonywał obowiązki dziekana Wydziału Filologicznego.
W latach 1947–1958 był kierownikiem Katedry Filologii Angielskiej. Wykładał również w Ukraińskim Instytucie Poligraficznym im. Fiodorowa (1951–1953) oraz był pracownikiem Katedry Literatury Ukraińskiej na Uniwersytecie Lwowskim (1958–1963).
Zmarł we Lwowie 1 lutego 1975 roku.

## Twórczość
Mychajło Rudnycki rozpoczął działalność literacką w 1917 r. Był członkiem literackiego ugrupowania Mołoda Muza, które powstało we Lwowie na początku XX wieku. Napisał interesujące wspomnienia, m.in. o J. Kasprowiczu i T. Boyu-Żeleńskim, w zbiorach: Pys’mennyky zbłyz’ka, Nenapysani noweły, Neperedbaczeni zustriczi.

### Prace
- Miż idejeju i formoju (1932)
- Wid Myrnoho do Chwyl’owoho (1936)

### Utwory
- Nahody i pryhody (1929, zbiorek opowiadań)
- Oczi ta usta (1932, zbiorek poezji)
- Pid czużymy praporamy (1954, zbiorek pamfletów, współautor)
- Zmarnowanyj sjużet (1961, zbiorek opowiadań)

### Nowele
- Tworczi budni Iwana Franka (1956)
- Pys’mennyky zbłyz’ka (I-III, 1958-64)
- U najmach u Mel’pomeny (1963)
- Nenapysani nowely (1966)
- Neperedbaczeni zustriczi (1969)

### Tłumaczenia
Mychajło Rudnycki był również tłumaczem. Przekładał z języka angielskiego, hiszpańskiego, włoskiego, niemieckiego, polskiego, rosyjskiego, rumuńskiego, węgierskiego, francuskiego i szwedzkiego (niemal wszystkie przekłady opublikowano w gazecie „Diło”). Tłumaczył m.in. utwory Honoré Balzaca, Prospera Mériméego, Williama Maughama, Gilberta Chestertona, Victora Hugo na język ukraiński oraz Wasyla Stefanyka i Mychajła Jackowa na język francuski.

### Opinie ukraińskich literatów dotyczące działalności tłumaczeniowej
To naprawdę wielkie szczęście - rozumieć język innych narodów, umieć przekazać myśli i uczucia innych ludzi (W. Sułyma, Uniwersytet Lwowski).
Mychajło Rudnycki to niezwykle ciekawa, znacząca i nieprzeciętna postać w kulturalnym życiu Ukrainy XX wieku. (…) Był autorem największej ilości przekładów, które zamieszczono na stronach galicyjskich periodyków; zachwyca również wielki krąg jego zainteresowań związanych z przekładem, obejmujący utwory od austriackiej po japońską literaturę.... (A. Wasyłyk, Uniwersytet Lwowski)